# Insula Wrangell

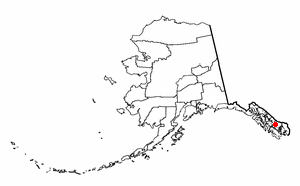
Localizarea insulei Wrangell

Insula Wrangell este o insulă care face parte din arhipelagul Alexandru situat lângă  peninsula Alaska. Insula are o suprafață de 544 km², având lungimea de 48 km și o lățime care oscilează între 8 și 23 de km. Insula este separată de continentul nordamerican printr-un canal îngust numit „Blake Channel”.

## Istoric
Insula poartă numele baronului Ferdinand von Wrangel (1796-1870), care a fost un cercetător rus care a întemeiat pe insulă așezarea Koțlițna ce va deveni orașul Wrangell (Alaska). Ferdinand von Wrangel a fost guvernatorul provinciei Alaska, care în acea epocă aparținea Rusiei.

## Geografie
Insula Wrangell este situată la gura de vărsare a râului Stikine River, o atracție turistică. Insula este împădurită, păstrând o faună și floră aproape neatinse de mâna omului. Pe lângă orașul Wrangell, unicul oraș de pe insulă, mai există așezarea Thoms Place (Alaska). În anul 2000, insula avea o populație de 2401 locuitori.